# Protection des sources d'information des journalistes
La protection des sources d'information des journalistes est à la fois une règle de droit et de déontologie, qui varie dans sa forme selon les pays, avec une version française très étoffée et le but commun d'empêcher qu'un pouvoir ou un autre tente d'obliger les journalistes à révéler leurs sources d'information, afin d'assurer la protection des lanceurs d'alerte. 

## Droit américain
En droit américain, le privilège du journaliste (reporter's privilege) est « la protection du journaliste en vertu du droit constitutionnel ou statutaire contre l'obligation de témoigner au sujet d'informations ou de sources confidentielles. »
En droit américain, cela relève du premier amendement ou du droit statutaire. Plusieurs législatures ont accordé aux journalistes le droit de protéger leurs sources confidentielles lors de la phase de l'enquête consacrée à l'administration de la preuve.

## Droit canadien
Depuis les années 2010, des lois statutaires ont été adoptées pour mieux protéger les sources d'information des journalistes. La Loi sur la protection des sources journalistiques a été adoptée par le législateur fédéral canadien. La Loi sur la protection de la confidentialité des sources journalistiques a été adoptée par le législateur provincial québécois.
Au Québec, la protection des sources journalistiques n'a rien à voir avec la protection des lanceurs d'alerte car la loi actuelle sur les lanceurs d'alerte ne protège pas les lanceurs d'alerte qui communiquent des informations aux journalistes. Elle ne vise que les personnes qui communiquent des renseignements au protecteur du citoyen, selon les critères restrictifs de la loi. Pour cette raison, les personnes qui communiquent des informations aux journalistes en se croyant lanceurs d'alerte peuvent être congédiées.

## Droit européen
En droit européen, la protection des sources d'information des journalistes est décrite dans l'article 10 de la Convention européenne des droits de l'homme ; ce droit et devoir a fait l'objet d'une jurisprudence des plus protectrices de la Cour européenne des droits de l'homme, qui le définit comme une « condition essentielle au libre exercice du journalisme et au respect du droit du public d’être informé des questions d’intérêt général ».

## La protection des sources d'information au cinéma et dans la littérature
- Dans l'album Destination New-York (page 51), des aventures de Jo, Zette et Jocko, Hergé met en scène le journaliste Herbert Jones, qui publie un document reçu de l'un des deux frères William et Fred Stockrise, sans vérification des faits et sans chercher à enquêter pour vérifier son authenticité. Par respect pour le principe de protection des sources d'information des journalistes, la police mène une contre-enquête pour en déterminer l'origine, avant de le lui demander, une fois qu'elle tient la preuve que c'est un faux. L'album est publié en 1951 mais sort dans un journal dès 1936.
- Dans Révélations, film américain réalisé par Michael Mann et sorti en 1999, le journaliste Lowell Bergman, interprété par Al Pacino, tente de protéger sa source d'information, Jeffrey Wigand, vice-président de la recherche et du développement de Brown & Williamson Tobacco Corporation, joué par Russell Crowe.
- Dans Le Prix du silence (titre original Nothing but the truth), réalisé par Rod Lurie en 2008, film tiré d'une histoire vraie, un scandale politique américain mettant en cause l’administration Bush de 2005, Rachel Armstrong, journaliste au New York Times incarnée par Kate Beckinsale, refuse de donner ses sources.